# Trofeo Ciudad de Valladolid
El Trofeo Ciudad de Valladolid es un torneo de fútbol veraniego organizado en España por el Ayuntamiento de Valladolid, de carácter internacional y disputándose anualmente desde 1972.

## Historia

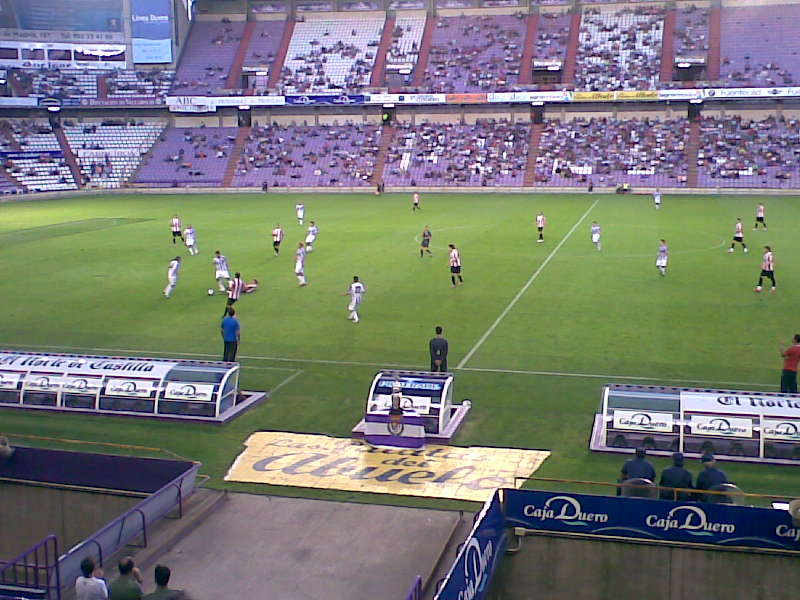
XXXVI Trofeo Ciudad de Valladolid que enfrentó al Real Valladolid y al Athletic Club en 2008.

En 1972 nace el Trofeo Ciudad de Valladolid, con cuatro equipos participantes a modo de semifinales, tercer y cuarto puesto y final. Esta primera edición ganada por el Real Valladolid contó además con la presencia de otros equipos como el Vasas Budapest, Nacional de Uruguay y Burgos CF.
La edición sería ganada dos años consecutivos, 1973 y 1974 por el Dinamo de Kiev, desplegando posiblemente el mejor fútbol en la historia del torneo.
El torneo seguiría con el formato de semifinales y final hasta 1982, donde vencieron equipos como Boca Juniors, Grêmio de Porto Alegre o Cruzeiro entre otros. En 1983 no se disputó y en 1984 por primera vez fueron tres equipos los participantes en el torneo.
Desde la edición de 1988 el torneo es a partido único, salvo las ediciones de 1994 y 1995 donde el torneo se disputó a modo de triangular. En la edición de 1998, por primera vez en la historia del torneo, y última hasta el momento, fue un árbitro extranjero el que dirigió el choque, concretamente un colegiado estadounidense que vino a España a pitar partidos gracias a un acuerdo de intercambio de árbitros entre la RFEF y la Federación del fútbol de Estados Unidos. Durante seis ediciones consecutivas, desde 2000 hasta 2005, el campeón fue el Real Valladolid consiguiendo el récord de victorias consecutivas del torneo. Otros equipos campeones del trofeo en las últimas ediciones han sido el Atlético de Madrid, FC Barcelona, Vitoria de Bahía o Lille.
Cabe destacar que la edición de 2007 fue la primera de la historia que no se diputó en verano, jugándose el 11 de octubre, como acto previo a la celebración del Día de la Hispanidad, eligiendo como rival el equipo de fútbol de la ciudad de Lille, ciudad hermanada con la ciudad de Valladolid.
En la edición de 2008 se elige como rival al Athletic Club debido a que fue el rival contra el que se inauguró el Estadio José Zorrilla, que en el año 2007 celebró su 25º aniversario. En el 2009, el rival es el Villarreal C.F., debido a la venta el año anterior del delantero Joseba Llorente. En esa edición, el conjunto blanquivioleta consigue su vigésima victoria en el torneo, al derrotar por la mínima al club castellonense. En el 2010, aunque el club dijera en su web que el rival en el trofeo sería el Atlético de Madrid, que aceptó asistir a dicho partido en la venta del portero Sergio Asenjo; el club anunció que el trofeo se disputaría contra el Getafe CF. Aunque, en un principio, dicho partido tenía una fecha asignada; la RFEF impuso para ese día el partido de copa para el conjunto local. De esta forma, el torneo se aplazó de forma indefinida, llegándose al punto de no jugarse. Finalmente, y tras el parón de 2010, el Trofeo se reanudó con la visita del Getafe CF en la edición de 2011. Al año siguiente, el Athletic Club se impondría en los penaltis al Pucela, ganando por primera vez una edición del Ciudad de Valladolid. En 2013 el Valencia CF ganó el trofeo tras ganar por 4 goles a 2 mientras que en 2014 tras varios años el equipo anfitrión volvió a levantar el trofeo tras ganar por 2 goles a 1 al Rayo Vallecano. En el año 2015 el equipo local volvió a ganar el título imponiéndose por un gol a cero a la SD Eibar. Después de tres victorias consecutivas (2014, 2015 y 2016), el Real Valladolid fue derrotado por el FC Paços de Ferreira en 2017. Los «Castores» se convirtieron así en el primer club portugués en conquistar el Trofeo. El mediocampista André Leão conquistó su 4º Trofeo consecutivo (tres al servicio del Real Valladolid y uno con la camiseta del FC Paços de Ferreira), convirtiéndose en uno de los futbolistas más ganadores de la competición.
En 2019 no se disputó en verano por las obras del Estadio José Zorrilla, se aprovechó un parón de selecciones y se disputó el 14 de noviembre contra el club rumano Gaz Metan, venciendo 1-0 con gol de Toni Villa. Con esta victoria ya son 24 los trofeos ganados.

En 2020 se celebró el 8 de octubre de 2020 en un parón de selecciones contra el Athletic Club. El partido finalizó empate a 2 tras remontar el Real Valladolid un 0-2 con goles de Sergi Guardiola y de José Luis "Kuki" Zalazar, pero en los penaltis se impuso el equipo vasco 2-4 logrando su segundo trofeo Ciudad de Valladolid.

En 2021 se jugó el 4 de agosto contra el Rayo Vallecano, con victoria para el equipo pucelano 3-1 y con la vuelta de 5.684 aficionados al estadio. Los goles del equipo fueron de Lucas Olaza, de Shon Weissman y de Toni Villa. Por parte rayista el gol fue del exblanquivioleta Mario Suárez.

El 6 de agosto de 2022 se disputó una nueva edición del Trofeo Ciudad de Valladolid y el rival elegido fue el quinto clasificado de la liga italiana 2021-22, el Lazio de Roma. El trofeo cayó del lado pucelano tras vencer en la tanda de penaltis por 4-1 tras un partido que finalizó con empate a 0. El Real Valladolid fue mejor sobre todo en la primera parte, pero no pudo materializar las ocasiones de gol. Finalmente pudo lograr su 26º trofeo frente a 9.010 espectadores.

El 2 de agosto de 2023 fue el día elegido para la edición número 49 del Trofeo Ciudad de Valladolid al que asistieron 7.457 espectadores. El partido comenzó con una tremenda pitada a la directiva y los ya habituales cánticos contra Ronaldo de "Ronaldo vete ya", quedando claro el malestar de la afición pucelana con el presidente del club por las últimas decisiones tomadas en las que se despidió a Fran Sánchez y se contrató a Domingo Catoira como director deportivo, pero sobre todo el malestar de la afición viene por la mala planificación a nivel deportivo de la temporada 2023-24 ya que el equipo cuenta con solamente 15 futbolistas. Además quedan pendientes las ventas de los jugadores más diferenciales que quedan en el equipo como Larin y Amallah, en las que el equipo debería buscar retornar a primera división. El rival elegido fue el Rayo Vallecano, rival que disputó por 4ª vez el trofeo y como en las anteriores veces se marchó de Valladolid sin el trofeo. El resultado final fue de 3-2, destacando sobre todo la primera parte en la que el Pucela marcó en los minutos 9 y 22 y 33, consiguiendo un hat-trick Iván Cédric para dejar el partido en un provisional 3 a 0. Ya en la 2ª parte el partido cambió, el Rayo Vallecano mejoró demostrando porque está en primera división, pero el Pucela defendió bastante bien, hasta que en el minuto 70 Lejeune acortó distancias en una jugada de balón parado. El definitivo 3 a 2 lo marcó en el descuento Álvaro García.

El 14 de noviembre de 2024 aprovechando el parón de selecciones, se disputó la edición número 50 del Trofeo Ciudad de Valladolid contra el AVS Futebol portugués. El campeón del trofeo fue el equipo pucelano tras vencer 2-0, con un doblete de Marcos André que marcó en los minutos 3 y 23 de partido. Con esta victoria ya lleva una racha de 4 trofeos ganados de forma consecutiva, siendo la segunda mejor del trofeo Ciudad de Valladolid. Al partido asistieron 3.212 espectadores, una entrada muy pobre debido al descontento de la afición en la planificación de la actual plantilla a la mala temporada hasta el momento ya que se encuentra en penúltima posición con solo 9 puntos en 13 jornadas, siendo además el equipo más goleado y a la poca entidad del rival elegido pero que una vez disputado el trofeo el Real Valladolid recibirá la subvención del ayuntamiento tal y como está estipulado en el alquier del estadio.

## Palmarés
| Edición | Año  | Campeón                    | Resultado     | Subcampeón          | Tercer lugar       | Resultado  | Cuarto lugar          |
| ------- | ---- | -------------------------- | ------------- | ------------------- | ------------------ | ---------- | --------------------- |
| I       | 1972 | Real Valladolid (1)        | 1-0           | Vasas Budapest      | Nacional           | 7-2        | Burgos                |
| II      | 1973 | Dinamo Kiev (1)            | 2-1           | Real Valladolid     | Salamanca          | 0-0 (pen.) | Peñarol               |
| III     | 1974 | Dinamo Kiev (2)            | 2-0           | Real Valladolid     | Granada            | 3-1        | Vitória Setúbal       |
| IV      | 1975 | Boca Juniors (1)           | 2-1           | Os Belenenses       | Sporting de Gijón  | 2-1        | Real Valladolid       |
| V       | 1976 | Real Valladolid (2)        | 1-0           | Racing de Santander | Boavista           | 0-0 (pen.) | CSKA Sofía            |
| VI      | 1977 | Salamanca (1)              | 0-0 (pen.)    | Real Valladolid     | Burgos             | 2-1        | Selección de Japón    |
| VII     | 1978 | Español (1)                | 1-1 (pen.)    | Real Valladolid     | Beroe Stara Zagora | 4-1        | Rayo Vallecano        |
| VIII    | 1979 | Real Valladolid (3)        | 2-1           | OFK Belgrado        | Palencia           | 1-0        | Vitória Setúbal       |
| IX      | 1980 | Real Valladolid (4)        | 1-0           | Tampico Madero      | Burgos             | 3-1        | Selección de Honduras |
| X       | 1981 | Grêmio de Porto Alegre (1) | 2-1           | Tatabánya           | Real Valladolid    | 2-1        | Racing de Santander   |
| XI      | 1982 | Cruzeiro (1)               | 5-0           | Real Valladolid     | Salamanca          | 3-0        | Galicia de Aragua     |
|         | 1983 | No se disputó              | No se disputó | No se disputó       |                    |            |                       |

| Edición | Año             | Campeón             | Resultado | Subcampeón | 2º partido                      | 3º partido                             |
| ------- | --------------- | ------------------- | --------- | ---------- | ------------------------------- | -------------------------------------- |
| XII     | 1984 (Liguilla) | Real Valladolid (5) | 4-1       | Boavista   | Boavista 4-2 Magyar TK Budapest | Real Valladolid 2-0 Magyar TK Budapest |

| Edición | Año  | Campeón             | Resultado | Subcampeón   | Tercer lugar         | Resultado  | Cuarto lugar           |
| ------- | ---- | ------------------- | --------- | ------------ | -------------------- | ---------- | ---------------------- |
| XIII    | 1985 | Real Valladolid (6) | 2-1       | Újpest Dózsa | Universidad Católica | 2-2 (pen.) | Grêmio de Porto Alegre |
| XIV     | 1986 | Real Zaragoza (1)   | 1-0       | Nacional     | Real Valladolid      | 2-2 (pen.) | Cruzeiro               |

| Edición | Año             | Campeón             | Resultado | Subcampeón | 2º partido                      | 3º partido                    |
| ------- | --------------- | ------------------- | --------- | ---------- | ------------------------------- | ----------------------------- |
| XV      | 1987 (Liguilla) | Real Valladolid (7) | 3-0       | Pumas UNAM | Pumas UNAM 2-2 (pen.) Colo-Colo | Real Valladolid 3-0 Colo-Colo |

| Edición | Año  | Campeón                | Resultado      | Subcampeón                    |
| ------- | ---- | ---------------------- | -------------- | ----------------------------- |
| XVI     | 1988 | Real Valladolid (8)    | 1-0            | Atlético de Madrid            |
| XVII    | 1989 | Real Zaragoza (2)      | 1-0            | Real Valladolid               |
| XVIII   | 1990 | Barcelona (1)          | 1-1 (pen.)     | Real Valladolid               |
| XIX     | 1991 | Real Valladolid (9)    | 2-2 (3-1 pen.) | Internacional de Porto Alegre |
| XX      | 1992 | Atlético de Madrid (1) | 0-0 (4-3 pen.) | Real Valladolid               |
| XXI     | 1993 | Real Valladolid (10)   | 2-1            | Palmeiras                     |

| Edición | Año             | Campeón                | Resultado      | Subcampeón      | 2º partido                                        | 3º partido                           |
| ------- | --------------- | ---------------------- | -------------- | --------------- | ------------------------------------------------- | ------------------------------------ |
| XXII    | 1994 (Liguilla) | Real Valladolid (11)   | 2-0            | Tenerife        | Atlético de Madrid 0-0 (5-4 pen.) Real Valladolid | Atlético de Madrid 0-0 Tenerife      |
| XXIII   | 1995 (Liguilla) | Atlético de Madrid (2) | 0-0 (4-3 pen.) | Real Valladolid | Real Valladolid 0-0 (pen.) Real Sociedad          | Atlético de Madrid 2-1 Real Sociedad |

| Edición | Año  | Campeón                 | Resultado        | Subcampeón             |
| ------- | ---- | ----------------------- | ---------------- | ---------------------- |
| XXIV    | 1996 | Real Valladolid (12)    | 0-0 (4-2 pen.)   | Racing de Santander    |
| XXV     | 1997 | Vitória (1)             | 1-0              | Real Valladolid        |
| XXVI    | 1998 | Real Betis (1)          | 1-0              | Real Valladolid        |
| XXVII   | 1999 | Racing de Santander (1) | 3-0              | Real Valladolid        |
| XXVIII  | 2000 | Real Valladolid (13)    | 4-1              | Aris Salónica          |
| XXIX    | 2001 | Real Valladolid (14)    | 3-2              | Perugia                |
| XXX     | 2002 | Real Valladolid (15)    | 0-0 (4-2 pen.)   | Deportivo de La Coruña |
| XXXI    | 2003 | Real Valladolid (16)    | 2-0              | Girondins de Burdeos   |
| XXXII   | 2004 | Real Valladolid (17)    | 1-1 (3-2 pen.)   | Sevilla                |
| XXXIII  | 2005 | Real Valladolid (18)    | 1-0              | Real Zaragoza          |
| XXXIV   | 2006 | Getafe (1)              | 0-0 (5-4 pen.)   | Real Valladolid        |
| XXXV    | 2007 | Lille (1)               | 2-1              | Real Valladolid        |
| XXXVI   | 2008 | Real Valladolid (19)    | 5-2              | Athletic Club          |
| XXXVII  | 2009 | Real Valladolid (20)    | 1-0              | Villarreal             |
|         | 2010 | No se disputó           | No se disputó    | No se disputó          |
| XXXVIII | 2011 | Getafe (2)              | 1-0              | Real Valladolid        |
| XXXIX   | 2012 | Athletic Club (1)       | 2-2 (3-1 pen.)   | Real Valladolid        |
| XL      | 2013 | Valencia (1)            | 4-2              | Real Valladolid        |
| XLI     | 2014 | Real Valladolid (21)    | 2-1              | Rayo Vallecano         |
| XLII    | 2015 | Real Valladolid (22)    | 1-0              | Eibar                  |
| XLIII   | 2016 | Real Valladolid (23)    | 1-1 (3-2 pen.)   | Deportivo Alavés       |
| XLIV    | 2017 | Paços de Ferreira (1)   | 0-0 (5-4 pen.)   | Real Valladolid        |
|         | 2018 | No se disputó           | No se disputó    | No se disputó          |
| XLV     | 2019 | Real Valladolid (24)    | 1-0              | Gaz Metan              |
| XLVI    | 2020 | Athletic Club (2)       | 2-2 (4-2 pen.)   | Real Valladolid        |
| XLVII   | 2021 | Real Valladolid (25)    | 3-1              | Rayo Vallecano         |
| XLVIII  | 2022 | Real Valladolid (26)    | 0-0 (4-1 pen.)   | Lazio de Roma          |
| XLIX    | 2023 | Real Valladolid (27)    | 3-2              | Rayo Vallecano         |
| L       | 2024 | Real Valladolid (28)    | 2-0              | AVS Futebol            |
| LI      | 2025 | Real Valladolid         | (Por disputarse) | Getafe                 |

## Cuadro de campeones
| #  | Equipo                 | Títulos |
| -- | ---------------------- | ------- |
| 1  | Real Valladolid C.F.   | 28      |
| 2  | Dinamo Kiev *          | 2       |
| 3  | Real Zaragoza          | 2       |
| 4  | Atlético de Madrid     | 2       |
| 5  | Getafe C.F.            | 2       |
| 6  | Athletic Club          | 2       |
| 7  | Boca Juniors           | 1       |
| 8  | U.D. Salamanca         | 1       |
| 9  | R.C.D. Español         | 1       |
| 10 | Grêmio de Porto Alegre | 1       |
| 11 | Cruzeiro               | 1       |
| 12 | F.C. Barcelona         | 1       |
| 13 | Vitória                | 1       |
| 14 | Real Betis Balompié    | 1       |
| 15 | Racing de Santander    | 1       |
| 16 | Lille O. S. C.         | 1       |
| 17 | Valencia C. F.         | 1       |
| 18 | Paços de Ferreira      | 1       |

- Ganados como equipo de la desaparecida Unión Soviética.

### Títulos por país
| País                    | Títulos | Subtítulos |
| ----------------------- | ------- | ---------- |
| España                  | 42      | 33         |
| Brasil                  | 3       | 2          |
| Unión Soviética Ucrania | 2       | 0          |
| Argentina               | 1       | 0          |
| Francia                 | 1       | 1          |
| Portugal                | 1       | 3          |
| Hungría                 | -       | 3          |
| México                  | -       | 2          |
| Italia                  | -       | 2          |
| Yugoslavia              | -       | 1          |
| Uruguay                 | -       | 1          |
| Grecia                  | -       | 1          |
| Argentina               | -       | 1          |